# Liste der Träger des Bayerischen Verdienstordens/C

## C
1. August Callian, Fabrikant (verliehen 9. Juni 1969)
2. Rolf Castell (1921–2012), Schauspieler, Moderator (verliehen am 10. Oktober 2012)
3. Christopher G. Cavoli, Kommandierender General des US-Großverbands United States Army Europe and Africa (verliehen am 14. März 2022)
4. Hans Centmayer, Gutsbesitzer (verliehen am 15. Dezember 1959)
5. Eduard Chaloupka (1902–1967), Leiter der Präsidialsektion des österreichischen Bundeskanzleramtes (verliehen am 19. November 1960)
6. Manfred Christ (1940–2020), Landtagsabgeordneter (verliehen am 12. Juli 2004)
7. Wilhelm Christbaum, Chefredakteur (verliehen am 20. Juni 2001)
8. Ana Chumachenco (* 1945), Professorin für Violine an der Hochschule für Musik und Theater München (verliehen am 5. Juli 2023)
9. Isaak Cissé, senegalesischer Taxifahrer und Sympathieträger in München (verliehen am 14. März 2022)
10. Monika Cissek-Evans, (verliehen am 5. Juli 2023)
11. Hans Clarin (1929–2005), Schauspieler (verliehen 1997)
12. Wolfgang Clemen (1909–1990), Ordinarius für Anglistik an der Ludwig-Maximilians-Universität München
13. Dagmar Coester-Waltjen (* 1945), Ordinaria für Bürgerliches Recht, Rechtsvergleichung und Internationales Privatrecht an der Ludwig-Maximilians-Universität München (verliehen am 5. Juli 2006)
14. Klaus Conrad (* 1936), Unternehmer (verliehen 1996)
15. Hanns-Jürgen Freiherr von Crailsheim, Präsident der Bayerischen Verwaltung der staatlichen Schlösser, Gärten und Seen a. D.
16. Hans Cramer, Oberstudiendirektor (verliehen am 15. Dezember 1959)
17. Maud Cunitz (1911–1987), Kammersängerin (verliehen am 3. Juli 1959)
18. Stephanie Czerny, Geschäftsführerin (verliehen am 27. Juni 2018)